# Retroville
ТРЦ і БЦ Retroville (читається як Ретровіль) — український торгово-розважальний центр із концепцією «lifestyle» у Подільському районі Києва. Входить в число найбільших торгово-розважальних центрів України із загальною площею 120 334 м².
Побудований 2020 року, був частково зруйнований російським обстрілом 20 березня 2022 року під час російського вторгнення в Україну, 29 липня 2022 року відновив роботу.

## Історія
Побудований забудовником Stolitsa Group за кредитні гроші польського державного банку Bank Gospodarstwa Krajowego. Будівництво тривало 6 років і було завершено в кінці травня 2020 року.
Ввечері 20 березня 2022 року Retroville був значною мірою зруйнований російським ракетним обстрілом. При цьому були знищені розташовані поряд фітнес-клуб Sport Life та бізнес-центр, а також припарковані поруч автомобілі; в деяких сусідніх будинках вибито вікна. Загинуло принаймні 8 людей. 
Через великий розмір торгового центру він частково вцілів, і його вдалось відбудувати.
Відновлений ТРЦ розпочав роботу через 4 місяці після російського бомбардування, 29 липня 2022 року.
В 2023 році Retroville отримав нагороду міжнародної премії Central & Eastern European Real Estate Quality Awards (CEEQA) Resilience Award 2023 — «За стійкість».

## Опис
Торговий центр має загальну площу 120 334 м2, складається з двох рівнів та двох галерей, шо закільцьовані по колу.  В Retroville є кінотеатр з 8 залами мережі Multiplex, фуд-корти, спортивний клуб мережі Sport Life, сімейний зоопарк, дитячий розважальний центр, боулінг центр, Сервісний Центр МВС, Паспортний сервіс,  супермаркет мережі Novus та інші заклади.  Включає 250 магазинів fashion-сегменту, а також — магазини прикрас, електроніки та побутової техніки, товарів для дому та ремонту, будівельний супермаркет Епіцентр.   
Деякі магазини: Terranova, JYSK, New Balance, Adidas, Calzedonia, Cropp, Crocs, Comfy, Colin’s, Eva, Intertop, Intersport, Inglot, LC Waikiki, MOYO, New Yorker, Pandora, Rozetka, Roshen, Reebok, Skechers, Sister's Aroma, Saamsung,  Timberland, Under Armour, Yves Rocher, Алло, Золотий вік, Київський ювелірний завод. Інфраструктура ТРЦ також включає фітнес-центр Sport Life, та парковку на 3245 паркомісць. 

## Проекти
Фестиваль Kyiv Car Fest — масштабний фестиваль, що об’єднує шанувальників автомобілів та дає можливість учасникам продемонструвати свої унікальні автомобілі та обмінятися досвідом. Метою є популяризація автомобільного світу та поширення інформації про розвиток автомобільної культури, а також благодійні місії. Перший фестиваль відбувся 12 серпня 2023 року.
Щорічний фестиваль талантів серед дитячих гуртків  Фестиваль дитячої творчості, який дає можливість дітям продемонструвати свої творчі та спортивні досягнення. Презентація гуртків та секцій для батьків. Підтримка дітей, які живуть в країні під час воєнного стану. Сприяння розвитку дитячих талантів.

## Відзнаки та нагороди
RAU AWARDS 2020 (10 вересня 2020) Переможець номінації «Дебют року в девелопменті».
Retroville отримав нагороду міжнародної премії Central & Eastern European Real Estate Quality Awards (CEEQA) Resilience Award 2023 — «За стійкість».
Визначено переможців другої щорічної Премії "Кращі маркетингові проєкти ТРЦ 2023".
RAU AWARDS 2023 (6 грудня 2023) Переможець номінації «Незламний ТРЦ».